# Jaelan Sanford
Jaelan Rea Sanford (Evansville, Indiana, 22 de febrero de 1997) es un exbaloncestista estadounidense. Con 1,93 metros de estatura, jugaba en la posición de base.

## Trayectoria deportiva

### Universidad
Jugó cuatro temporadas con los Rockets de la Universidad de Toledo, en las que promedió 13,5 puntos, 3,0 rebotes y 2,8 asistencias por partido. En 2018 fue incluido en el segundo mejor quinteto de la Mid-American Conference, mientras que al año siguiente lo fue en el primero.

### Profesional
Tras no ser elegido en el Draft de la NBA de 2019, en el mes de agosto firmó su primer contrato profesional con el BC Nevėžis de la LKL, la primera división del baloncesto lituano, pero solo particip`´o en seis partidos saliendo desde el banquillo, en los que promedió 2,7 puntos. En octubre fue elegido por los Agua Caliente Clippers en la octava posición de la segunda ronda del Draft de la NBA Development League, pero apenas jugó tres partidos, siendo cortado el 25 de noviembre.